# The Forgotten Letter
The Forgotten Letter è un cortometraggio muto del 1913 prodotto dalla Nestor. Il nome del regista non viene riportato nei credit.

## Trama
Robert è profondamente innamorato di Margaret, ma non osa esternarle troppo il suo sentimento e rimanda ogni dichiarazione ufficiale. Lei, infatti, è molto riservata e tiene nascosta la passione che prova per lui. Dovendo recarsi a New York, Robert decide di scriverle una lettera dove la chiede in moglie. Poi, in tutta fretta, si reca alla stazione per prendere il treno, ma la lettera è rimasta nella tasca del cappotto lasciato a casa. Robert non se ne rende conto e attende con ansia la risposta della donna. Risposta che, però, non arriva. Addolorato, decide di chiudere la casa di New York e di venderla, convinto che Margaret non lo ami. Lei, invece, giunge in città e resta sconvolta a vedere lo stabile in vendita e l'innamorato sparito.
Passano alcuni anni, e Margaret accetta la corte di un ricco pretendente.

## Produzione
Il film fu prodotto dalla Nestor Film Company.

## Distribuzione
Distribuito dall'Universal Film Manufacturing Company, il film - un cortometraggio di una bobina - uscì nelle sale cinematografiche USA l'11 aprile 1913.